# Torulaspora delbrueckii
Torulaspora delbrueckii e вид едноклетъчна гъба, един от представителите на дрождите. Използват се при ферментацията на германската вайс бира. Придават на бирата бананов аромат благодарение на естерите, които продуцират. Освен това тези дрожди произвеждат феноли, които подобряват ароматните качества на пивото.